# جو رینوی
جو رینوی (انگلیسی: Joe Rinoie؛ زادهٔ ۱۳ دسامبر ۱۹۶۰) خواننده-ترانه‌پرداز، آهنگساز، تهیه‌کننده موسیقی، و ترانه‌سرا اهل ژاپن است.